# ودیا، بوئنوس آیرس
ودیا، بوئنوس آیرس (به اسپانیایی: Vedia, Buenos Aires) یک منطقهٔ مسکونی در آرژانتین است که در Leandro N. Alem Partido واقع شده‌است.

## خصوصیات
ودیا ۸٬۰۸۹ نفر جمعیت دارد و ۸۷ متر بالاتر از سطح دریا واقع شده‌است.